# Clubul Sportiv al Armatei Steaua București 1986-1987
Questa voce raccoglie le informazioni riguardanti il Clubul Sportiv al Armatei Steaua București nelle competizioni ufficiali della stagione 1986-1987.

## Stagione
A dicembre, il club si gioca il primo trofeo disputando la Coppa Intercontinentale contro gli argentini del River Plate: la sfida è decisa dalla punta uruguaiana Antonio Alzamendi e il match termina 0-1 per il River Plate.
In Europa lo Steaua esce subito agli ottavi di finale contro l'Anderlecht (3-1). Nel febbraio 1987 i romeni conquistano il primo titolo stagionale. Per l'occasione, la sfida di Supercoppa UEFA contro la Dinamo Kiev di Valeri Lobanovski, lo Steaua ottiene in prestito il trequartista dello Sportul Studențesc Gheorghe Hagi. Hagi decide l'incontro verso la fine del primo tempo con una punizione e lo Steaua decide di trattenere il giocatore, acquistandolo a titolo definitivo.
Lo Steaua Bucarest si conferma campione di Romania dominando il campionato 1986-1987 e chiudendo il torneo senza perdere alcun incontro (25 vittorie e 9 pareggi in 34 giornate). Vince anche la coppa nazionale in finale contro la Dinamo Bucarest (1-0, decide Boloni), dopo aver eliminato Gloria Bistrița (5-3), ICIM Braşov (2-0), Rapid Bucarest (1-0) e Brașov (4-0).

## Maglie e sponsor
Lo sponsor tecnico per la stagione 1986-1987 è Adidas.
| Casa | Trasferta |

## Organigramma societario
Area direttiva
- Presidente: Nicolae Gavrilă

Area tecnica
- Allenatore: Emerich Jenei, da ottobre Anghel Iordănescu
- Allenatore in seconda: Radu Troi
- Preparatore dei portieri: Vasile Iordache

## Rosa
| N. |                    | Ruolo | Calciatore              |
| -- | ------------------ | ----- | ----------------------- |
|    | Romania (bandiera) | P     | Adrian Blid             |
|    | Romania (bandiera) | P     | Dumitru Stângaciu       |
|    | Romania (bandiera) | D     | Ilie Bărbulescu         |
|    | Romania (bandiera) | D     | Miodrag Belodedici      |
|    | Romania (bandiera) | D     | Adrian Bumbescu         |
|    | Romania (bandiera) | D     | Ștefan Iovan (capitano) |
|    | Romania (bandiera) | D     | Anton Weissenbacher     |
|    | Romania (bandiera) | C     | Lucian Bălan            |
|    | Romania (bandiera) | C     | Niţă Cireaşă            |
|    | Romania (bandiera) | C     | Ladislau Bölöni         |
|    | Romania (bandiera) | C     | Ilie Dumitrescu         |

| N. |                    | Ruolo | Calciatore        |
| -- | ------------------ | ----- | ----------------- |
|    | Romania (bandiera) | C     | Gheorghe Hagi     |
|    | Romania (bandiera) | C     | Tudorel Stoica    |
|    | Romania (bandiera) | C     | Toma Ivan         |
|    | Romania (bandiera) | C     | Mihail Majearu    |
|    | Romania (bandiera) | C     | Constantin Pistol |
|    | Romania (bandiera) | C     | Iosif Rotariu     |
|    | Romania (bandiera) | C     | Viorel Turcu      |
|    | Romania (bandiera) | A     | Marius Lăcătuș    |
|    | Romania (bandiera) | A     | Victor Pițurcă    |
|    | Romania (bandiera) | A     | Gavril Balint     |

## Risultati

### Coppa dei Campioni
| Arbitro: | Casarin |

|                               |           |  |
| Krnčević 75’, 84’ Janssen 77’ | Marcatori |  |

| Arbitro: | Galler |

|            |           |  |
| Bölöni 59’ | Marcatori |  |

### Supercoppa UEFA
| Arbitro: | Agnolin |

|          |           |  |
| Hagi 44’ | Marcatori |  |

### Coppa Intercontinentale
| Arbitro: | Martínez |

|  |           |               |
|  | Marcatori | 28’ Alzamendi |